# Café Museum

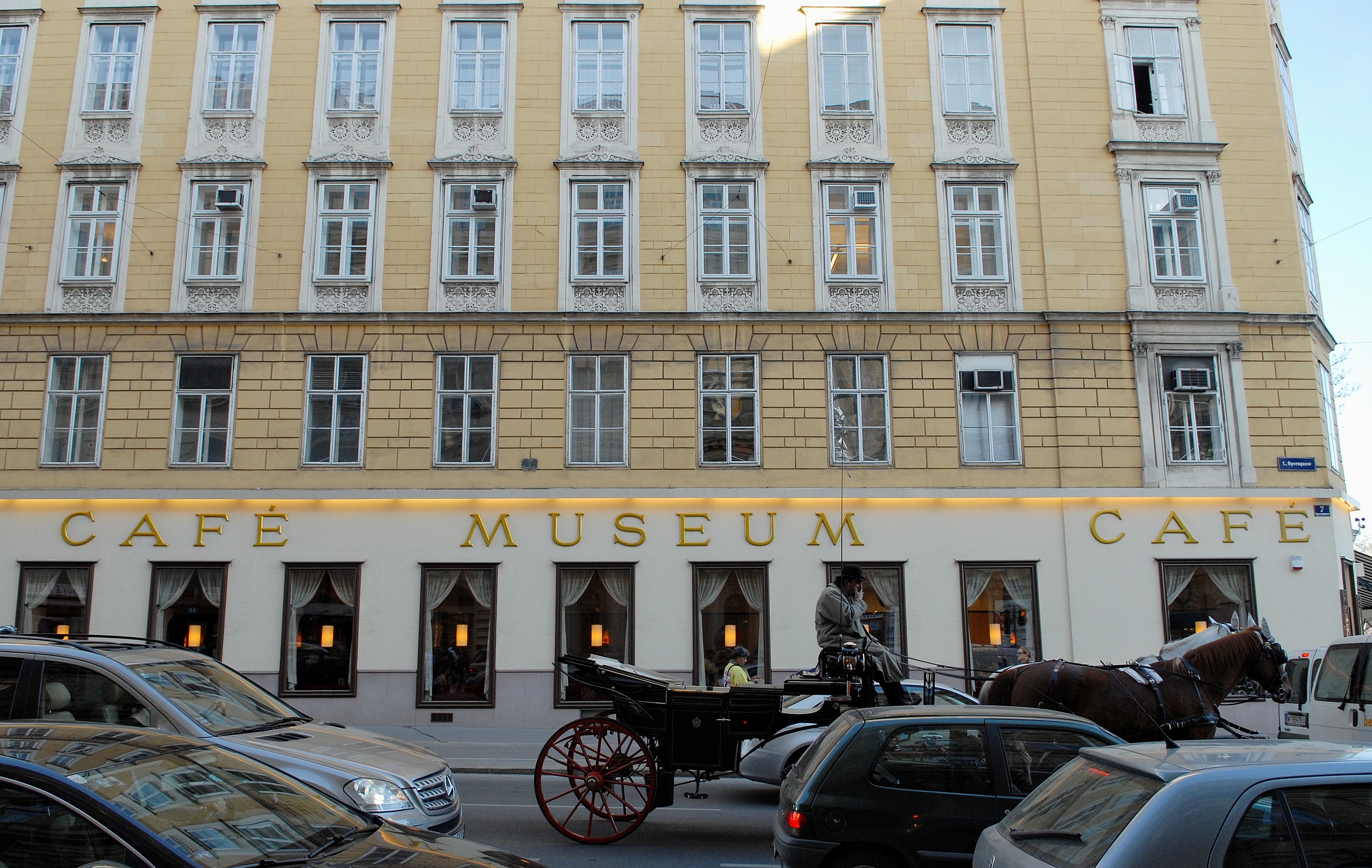
Café Museum de Viena, 2012

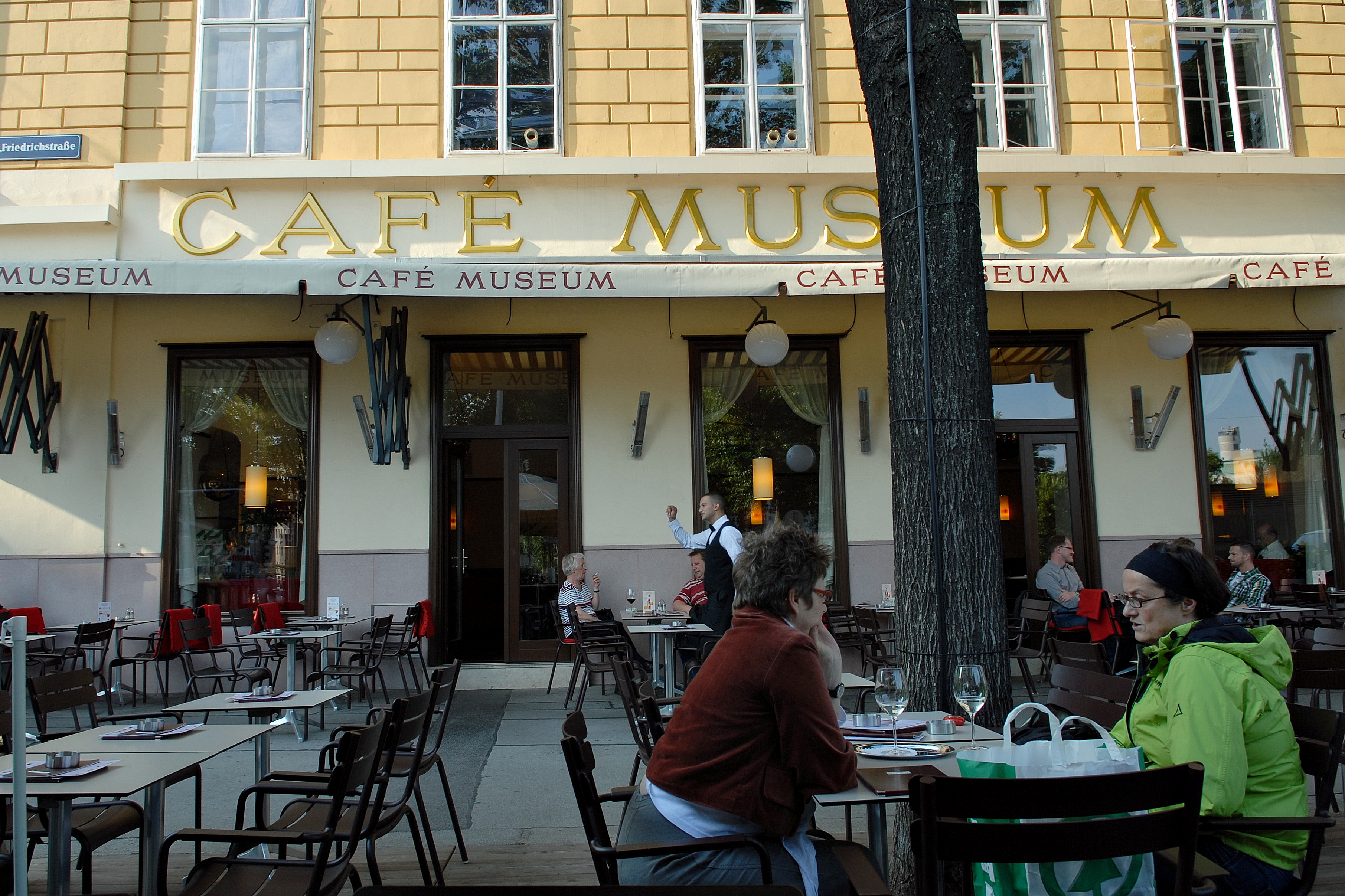
Café Museum de Viena, 2011

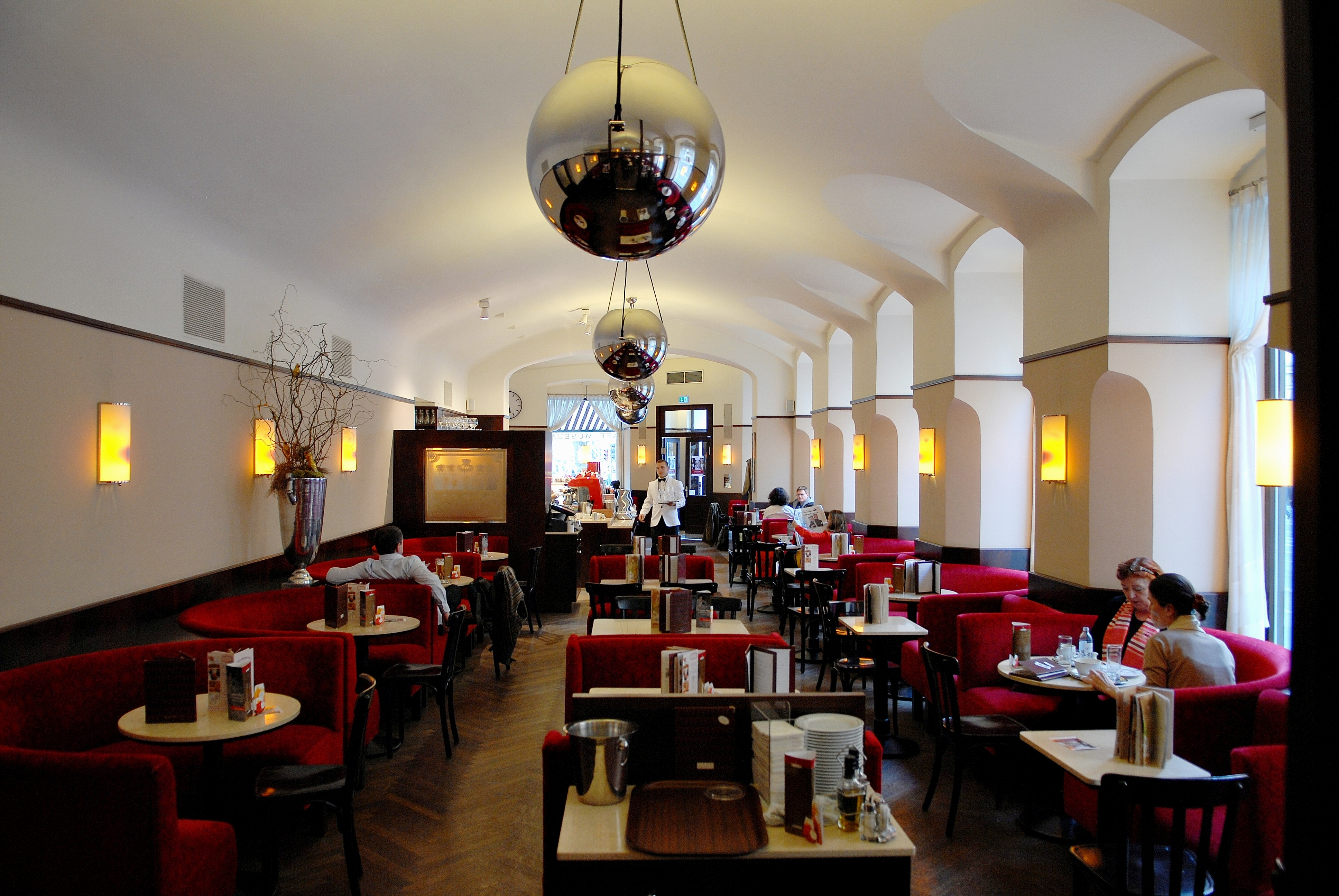
Café Museum de Viena, 2012

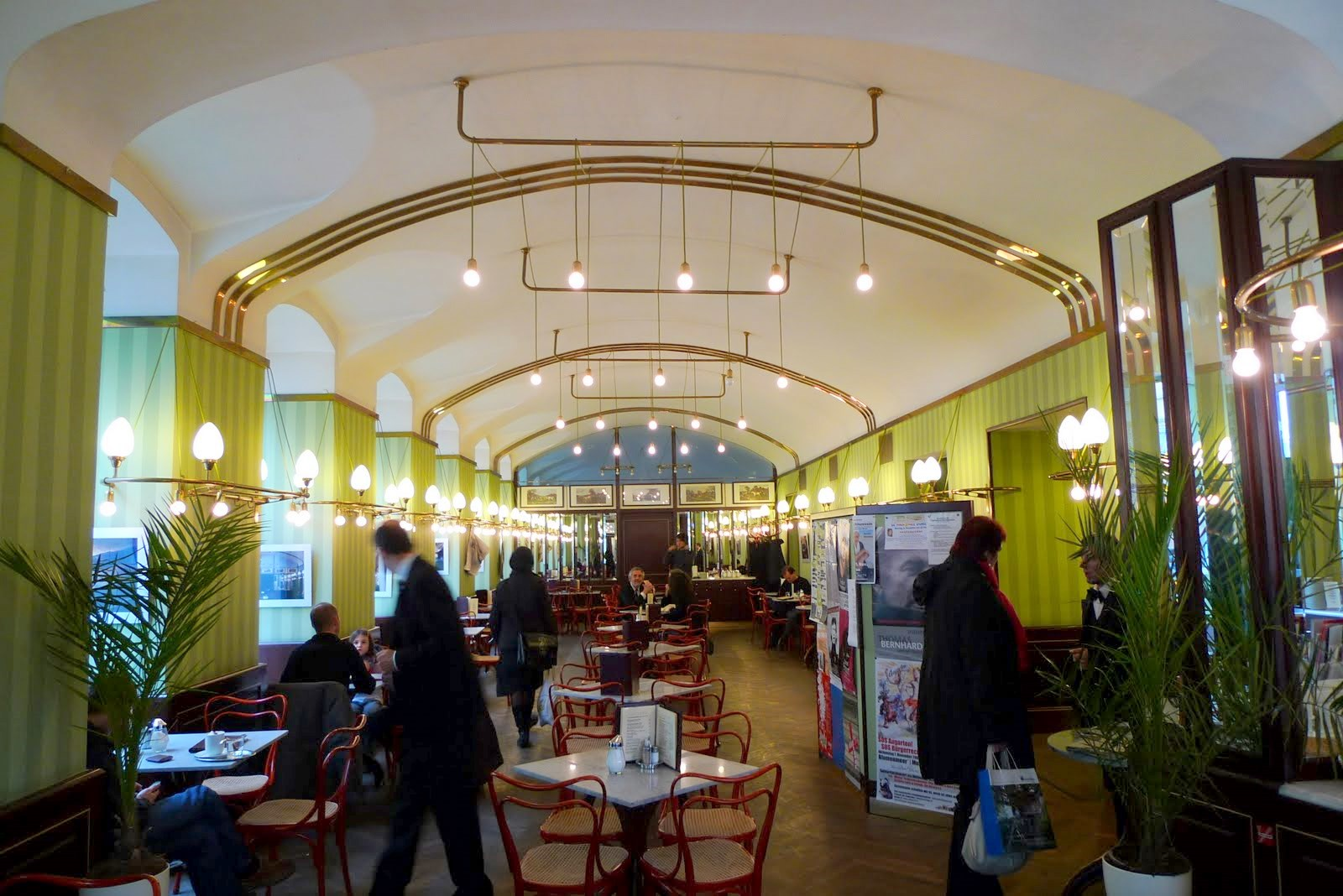
Café Museum de Viena, 2009

El Café Museum es un café vienés que abrió sus puertas en 1899. Decorado por Adolf Loos, pronto se convirtió en punto de encuentro de artistas y escritores. 
Este establecimiento se encuentra cerca del popular mercado callejero Naschmarkt, la Karlsplatz y el Pabellón de la Secesión vienesa, en el número 7 de la Operngasse, Distrito 1 de la ciudad vieja de Viena.
La decoración del café se distinguía de la de sus contemporáneos, más ornamentales, por su simplicidad y funcionalidad, que aún se observan en las sillas y mesas de la marca Thonet. Este estilo le ganó pronto el apodo "Cafe Nihilismus", ideado por el escritor y periodista de la Secesión Ludwig Hevesi.
A principios del siglo XX, el café contaba entre sus habituales a Peter Altenberg, Alban Berg, Hermann Broch, Elias Canetti, Gustav Klimt, Oskar Kokoschka, Karl Kraus, Franz Lehár, Robert Musil, Leo Perutz, Joseph Roth, Roda Roda, Egon Schiele, Georg Trakl, Otto Wagner y Franz Werfel.
A principios de los años 30 el diseño del establecimiento fue cambiado considerablemente por Josef Zotti, pero la restauración de 2003 le devolvió su apariencia original.

## Enlaces
- Wikimedia Commons alberga una categoría multimedia sobre Café Museum.
- Sitio web del Café Museum (en alemán)
- planet-vienna.com - Café Museum (en alemán)

- Datos: Q268795
- Multimedia: Cafe Museum / Q268795